# Fremont Hills
Fremont Hills är en ort i Christian County i Missouri. Vid 2010 års folkräkning hade Fremont Hills 826 invånare.